# Малейни, Джон
Джон Э́дмунд Мале́йни (англ. John Edmund Mulaney; род. 26 августа 1982) — американский стендап-комик, актёр, сценарист и продюсер.

## Карьера
Малейни наиболее известен как один из сценаристов программы Saturday Night Live (2008—2012), а также благодаря своим стендап-спешлам «Новенький в городе» (2012), «Непотопляемый» (2015) и «Превосходный ребёнок в Радио-сити» (2018), последний из которых принёс ему прайм-тайм премию «Эмми» в 2018 году. С 2014 по 2015 год он исполнял главную роль, а также являлся создателем полу-автобиографического ситкома «Малейни». С 2015 года он является одним из сценаристов псевдокументального сериала «Документалистика сегодня!», а с 2017 года занят озвучкой одного из главных героев мультсериала «Большой рот». В 2018 году Малейни озвучил Свина-паука в анимационном фильме «Человек-паук: Через вселенные».

## Личная жизнь
Малейни родился в Чикаго, штат Иллинойс, в семье профессора права Эллен Стэнтон Малейни и адвоката Чарльза «Чипа» Малейни-младшего. Он окончил Джорджтаунский университет, где изучал английскую литературу и религию.
С 2014 по 2020 год Малейни был женат на визажистке Аннемари Тендлер. В 2021 году Малейни объявил, что  встречается с Оливией Манн, которая беременна от него. 24 ноября 2021 года у пары родился сын Малколм Хиеп Малейни.

## Дискография
- The Top Part (2009)
- New in Town (2012)
- The Comeback Kid (2015)
- John Mulaney: Kid Gorgeous at Radio City (2018)
- John Mulaney & the Sack Lunch Bunch (2019)
- John Mulaney: Baby J (2023)